# داستان‌های باورنکردنی
داستان‌های باورنکردنی (به انگلیسی: Beyond Belief: Fact or Fiction) یک مجموعهٔ آنتولوژی تلوزیونیِ آمریکایی است که توسط لین لمن ساخته شده‌ و از شبکه رسانه‌ای فاکس در سال‌های ۱۹۹۷ تا ۲۰۰۲ پخش می‌شد. در هر قسمت از این مجموعه، چند ماجرای کوتاه نمایش داده می‌شد که در همهٔ آن‌ها حوادثی خارق‌العاده یا معجزه‌وار رخ می‌داد. در انتهای هر قسمت، واقعی بودن یا تخیلی بودنِ هر کدام از داستان‌ها توسط مجری بیان می‌شد.

## پخش در ایران
این مجموعه تلویزیونی در اواخر دهه ۱۳۷۰ و اوایل دههٔ ۱۳۸۰ خورشیدی از شبکهٔ تهران صدا و سیمای جمهوری اسلامی ایران پخش می‌شد.